# Helmut Ringelmann
Helmut Ringelmann (Monaco di Baviera, 4 settembre 1926 – Grünwald, 20 febbraio 2011) è stato un produttore televisivo tedesco, famoso soprattutto per aver creato i telefilm L'ispettore Derrick e Siska.

## Biografia
Dopo la maturità, Ringelmann frequentò a Francoforte sul Meno un corso di recitazione con Martin Held. Nel 1949 fu assistente alla regia di Heinz Hilpert. Dalla metà degli anni '50 Ringelmann fu operatore capo e direttore di produzione: ad esempio nel 1957 fu primo direttore di produzione in Orizzonti di gloria di Stanley Kubrick.
All'inizio degli anni '60 Ringelmann divenne produttore esecutivo della "Intertel" e cominciò a progettare ed a produrre le prime serie per la ZDF (tra le quali Das Kriminalmuseum e Die fünfte Kolonne). Nel 1967 fondò la sua casa di produzione, la Neue Münchner Fernsehproduktion ed in seguito la Telenova.
Tra le serie poliziesche più famose da lui prodotte si annoverano Der Kommissar con Erik Ode (1968–1976), L'ispettore Derrick con Horst Tappert (1974–1998) e dal 1977 la serie Der Alte, serie che in Italia ha cambiato nome al cambiare del protagonista (Il commissario Köster con l'attore Siegfried Lowitz fino al 1986; Il commissario Kress con Rolf Schimpf dal 1986 al 2008; Il commissario Herzog con Walter Kreye dal 2008 al 2012; Il commissario Voss con Jan-Gregor Kremp dal 2012 ad oggi).
Dal 1986 fino alla morte fu sposato all'attrice Evelyn Opela. In precedenza era stato sposato con Lilo Altmann, da cui ebbe un figlio..
È sepolto al cimitero Waldfriedhof Grünwald di München.

## Filmografia da produttore
- 1963–1968: Die fünfte Kolonne (23 episodi)
- 1963–1970: Das Kriminalmuseum (40 episodi)
- 1965: Oberst Wennerström (in due parti con Paul Hoffmann, Hans Caninenberg, Martin Benrath, Regia: Helmuth Ashley)
- 1967: Der Tod läuft hinterher (in tre parti, con Joachim Fuchsberger, Libro: Herbert Reinecker, Regia: Wolfgang Becker)
- 1968: Babeck (in tre parti, con Helmuth Lohner, Libro: Herbert Reinecker, Regia: Wolfgang Becker))
- 1968–1976: Der Kommissar (97 episodi, con Erik Ode)
- 1969: 11 Uhr 20 (in tre parti, con Joachim Fuchsberger, Libro: Herbert Reinecker, Regia: Wolfgang Becker))
- 1970: Hotel Royal (telefilm con Joachim Fuchsberger, Libro: Maria Matray, Answald Krüger, Regia: Wolfgang Becker))
- 1971: Die Nacht von Lissabon (film TV basato sul romanzo di Erich Maria Remarque, Regia: Zbyněk Brynych)
- 1973–1997: L'ispettore Derrick (281 episodi, con Horst Tappert, Libro: Herbert Reinecker)
- 1976–2011: Der Alte (100 episodi con Siegfried Lowitz, 222 episodi con Rolf Schimpf, 34 episodi mit Walter Kreye; ultimo episodio prodotto da Ringelmann fu il 356º)
- 1977–1989: Polizeiinspektion 1 (130 episodi, con Walter Sedlmayr)
- 1982: Tiefe Wasser (in due parti, con Peter Bongartz, basato sul romanzo di Patricia Highsmith, Regia: Franz Peter Wirth)
- 1982&1984: Unsere schönsten Jahre (12 episodi, con Uschi Glas)
- 1986: Wer erschoß Boro? (in tre parti, con Ernst Schröder, Libro: Herbert Reinecker, Regia: Alfred Weidenmann)
- 1988: Eichbergers besondere Fälle (13 episodi, con Walter Sedlmayr, Regia: Günter Gräwert, Theodor Grädler)
- 1995-1996: Der Mann ohne Schatten (14 episodi, con Evelyn Opela)
- 1998–2007: Siska (91 episodi, con Peter Kremer, Wolfgang Maria Bauer)

## Riconoscimenti
- 1971, 1973, 1975: Bambi d'oro per la serie TV più amata con Der Kommissar
- 1988: Goldene Kamera nella categoria Miglior produttore di polizieschi
- 1989: Premio televisivo bavarese (ad honorem)
- 1997: Telestar alla carriera